# 日輪 (僧)
日輪（にちりん、文永9年（1272年）- 正平14年/延文4年4月4日（1359年5月1日））は、鎌倉時代から南北朝時代に活躍した日蓮宗の僧。大経阿闍梨。日朗門下の九老僧の一人。

## 経歴
鎌倉比企谷妙本寺、池上本門寺や、妙勝寺（現宇都宮市）の住持となり、妙光寺（海老名市）、光明寺（木更津市）、栄洗寺（館山市）、妙輪寺（神奈川県大磯町）、妙蔵寺（川口市）など四十八ヶ寺を開創または日蓮宗に改宗した。

## 一族
父は、平賀忠晴。母は、工藤祐経の娘妙朗尼。兄に日像。現在の千葉県平賀出身。
なお、日像を兄とする資料は近世以降のものしかないため疑問視する説がある。

## 門弟
- 日山 - 妙泉寺（いすみ市）開山、比企谷妙本寺池上本門寺両山四世。
- 日徳 - 徳性寺（いすみ市）開山。
- 日契 - 光福寺、本顕寺（いずれもいすみ市）開山。
- 日尚 - 妙輪寺（大磯町）二世。

## 参考資料
- 『大経阿闍梨日輪聖人』池上本門寺霊宝殿（2008年）
- 『特別展 鎌倉の日蓮聖人 中世人の信仰世界』神奈川県立歴史博物館（2009年）
- 湯浅治久『戦国仏教』中央公論社（2009年）